# Junie Astor
Junie Astor (Marsella, 21 de diciembre de 1911-Sainte-Magnance, 22 de agosto de 1967) fue una actriz teatral, cinematográfica y televisiva de nacionalidad francesa.

## Biografía
Su verdadero nombre era Rolande Jeanne Risterucci, y nació en Marsella, Francia.
Astor debutó como actriz cinematográfica en 1933, consiguiendo su primer papel de importancia en 1934, en el film Adémaï aviateur, de Jean Tarride, actuando junto a Noël-Noël y Fernandel. Destacó también en 1936, junto a una multitud de otros artistas como Danielle Darrieux, Valentine Tessier, Eve Francis, Betty Stockfeld y otros, en Club de femmes, película dirigida por Jacques Deval. Ese mismo año Jean Renoir confió en ella y le ofreció el segundo papel femenino en Les Bas-fonds. Su siguiente interpretación, en Le Coupable, de Raymond Bernard, le valió el Premio Suzanne-Bianchetti a la actriz más prometedora de ese año.
Sin embargo, esas promesas no se cumplieron, aunque Astor todavía hizo algunas actuaciones con primeros papeles como los de Battement de cœur, de Henri Decoin (1940, con Claude Dauphin), y Adrienne Lecouvreur, de Marcel L'Herbier (1938), además de los que interpretó en tres cintas italianas. Pero hubo de contentarse con papeles secundarios en obras de mayor importancia, como fue el caso de Noix de coco, con Raimu, y L'Éternel Retour, con Jean Marais y Madeleine Sologne.
En 1942 formó parte de un grupo de actores (Viviane Romance, René Dary, Suzy Delair, Danielle Darrieux y Albert Préjean) que, por invitación de Otto Dietrich, jefe de los servicios de la Propagandastaffel, visitaron los estudios cinematográficos de Berlín·.
En 1948 consiguió, gracias a Bernard De Latour, un último gran papel, en la película Du Guesclin. Astor acabó actuando en la década de 1960 en películas de serie B como Business, Interpol Contre X, l'Homme de l'Interpol o, bajo dirección de José Bénazéraf (futuro director de filmes “X”), Joe Caligula, una película prohibida durante un largo tiempo por obscenidad.
Se retiró de la actuación para dirigir dos cines, el «Astor» y el «Rio Opéra», en los Boulevards parisinos, una actividad a la cual se dedicó plenamente, ya que su trabajo de actriz no le daba satisfacciones.
Junie Astor falleció en Sainte-Magnance, Francia, a causa de un accidente de tráfico. Fue enterrada en el cementerio parisino de Bagneux.
Había estado casada con el director Bernard de la Tour durante seis años, y ejerció como productora junto a su esposo en la sociedad de la pareja, Astor-Films.

## Filmografía
| - 1933: Étienne, de Jean Tarride - 1933: D'amour et d'eau fraîche, de Félix Gandera - 1934: Adémaï aviateur, de Jean Tarride - 1935: Stradivarius, de Geza Von Bolvary y Albert Valentin - 1935: Train de plaisir, de Léo Joannon - 1935: Tovaritch, de Jacques Deval, Jean Tarride, Germain Fried y Victor Trivas - 1935: Joli monde, de René Le Hénaff - 1936: Les bas-fonds, de Jean Renoir - 1936: Le Coupable, de Raymond Bernard - 1936: Au service du tsar, de Pierre Billon - 1936: La Bête aux sept manteaux, de Jean de Limur - 1936: Club de femmes, de Jacques Deval - 1936: La Garçonne, de Jean de Limur - 1936: Toi, c'est moi, de René Guissart - 1936: 27 rue de la Paix, de Richard Pottier - 1937: Police mondaine, de Michel Bernheim y Christian Chamborant - 1937: Passeurs d'hommes, de René Jayet - 1937: Monsieur Breloque a disparu, de Robert Péguy - 1938: Adrienne Lecouvreur, de Marcel L'Herbier - 1938: Noix de coco, de Jean Boyer - 1938: Petite peste, de Jean de Limur - 1939: Deuxième bureau contre Kommandantur, de René Jayet y Robert Bibal - 1939: Quartier Latin, de Pierre Colombier y Christian Chamborant - 1939: Entente cordiale, de Marcel L'Herbier - 1939: Il carnevale de Venezia, de Giuseppe Adami y Giacomo Gentilomo - 1939: Un mari di guai, de Carlo Ludovico Bragaglia - 1940: Battement de cœur, de Henri Decoin - 1940: Tutto per la donna, de Mario Soldati - 1941: Fromont jeune et Risler aîné, de Léon Mathot | - 1941: Patrouille blanche, de Christian Chamborant - 1943: L'Éternel Retour, de Jean Delannoy - 1945: L'Invité de la onzième heure, de Maurice Cloche - 1946: Les Beaux Jours de roi Murat, de Théophile Pathé - 1946: L'Homme de la nuit, de René Jayet - 1946: Triple enquête, de Claude Orval - 1947: Cargaison clandestine, de Alfred Rode - 1947: La Dame d'onze heures, de Jean Devaivre - 1948: Du Guesclin, de Bernard de Latour - 1948: L'Échafaud peut attendre, de Albert Valentin - 1948: Piège à homme, de Jean Loubignac - 1949: Un certain monsieur, de Yves Ciampi - 1949: La Souricière, de Henri Calef - 1950: La Belle Image, de Claude Heymann - 1950: Coupable ?, de Yvan Noé - 1951: Boîte de nuit, de Alfred Rode - 1954: Escalier de service, de Carlo Rim, en el episodio Les Béchard - 1956: Les Truands, de Carlo Rim - 1957: Les Violents, de Henri Calef - 1957: Isabelle a peur des hommes, de Jean Gourguet - 1957: La Peau de l'ours, de Claude Boissol - 1957: Mademoiselle Strip-tease, de Pierre Foucaud - 1959: Business, de Maurice Boutel - 1960: Interpol contre X, de Maurice Boutel - 1961: Cadavres en vacances, de Jacqueline Audry - 1961: Les Cinq Dernières Minutes, de Claude Loursais, episodio: Cherchez la femme - 1965: L'Homme de l'Inperpool, de Maurice Boutel - 1966: Joë Caligula, de José Bénazéraf |

## Teatro
- 1933: Lundi 8 heures, de George S. Kaufman y Edna Ferber, escenografía de Jacques Baumer, Teatro des Ambassadeurs
- 1951: Ombre chère, de Jacques Deval, escenografía del autor, Teatro Édouard VII
- 1953: La Garce et l'ange, de Frédéric Dard, escenografía de Michel de Ré, Teatro du Grand Guignol